# Cmentarz św. Wawrzyńca we Wrocławiu

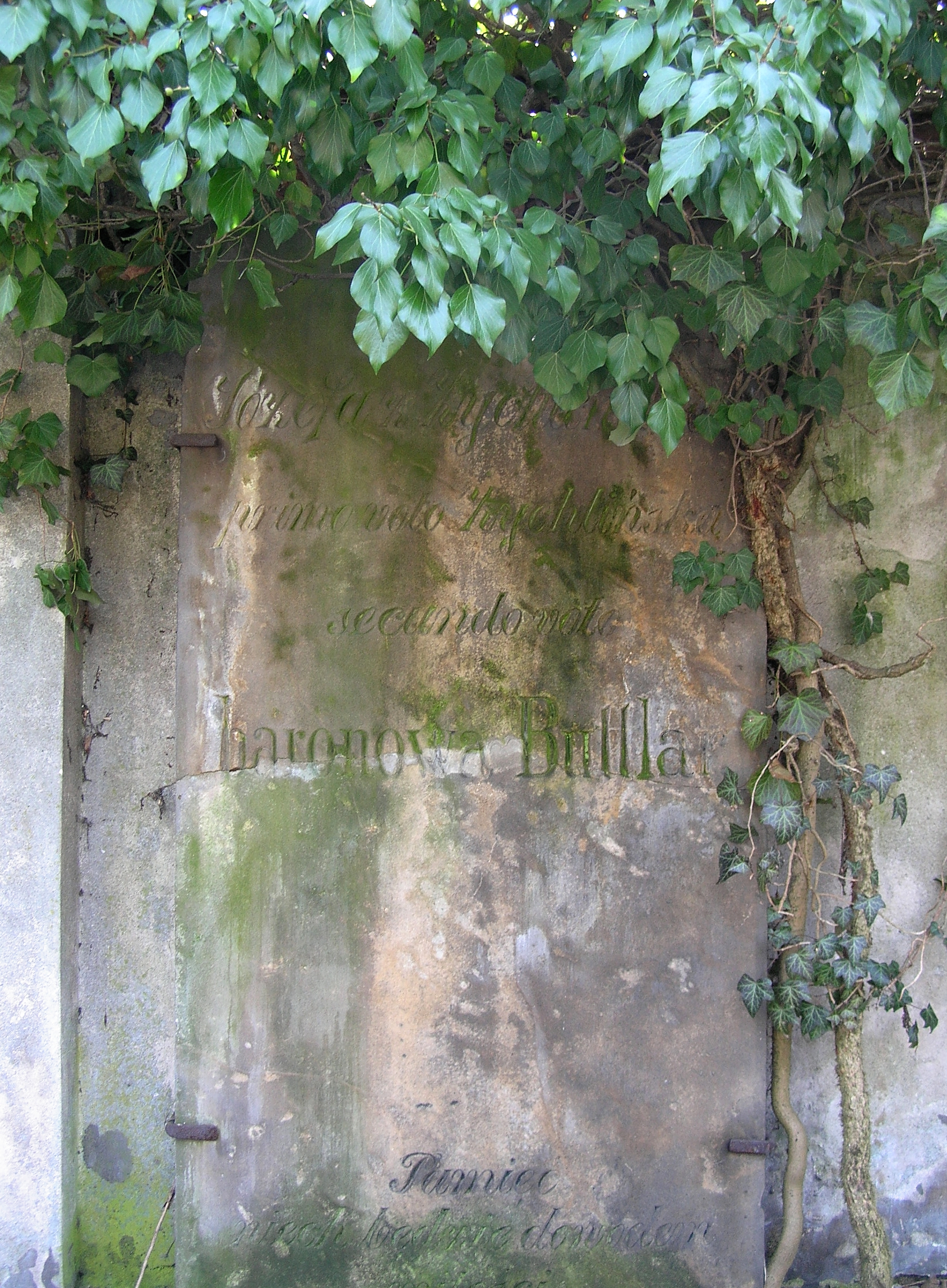
Przedwojenna płyta nagrobna Józefy z Żychlińskich baronowej Buttlar na cmentarzu św. Wawrzyńca

Cmentarz św. Wawrzyńca we Wrocławiu – cmentarz we Wrocławiu, o powierzchni 4,3 ha, na terenie dawnej osady Rybaki.

## Historia
Cmentarz katedralny św. Wawrzyńca został założony w 1866, w momencie gdy wyczerpane zostały miejsca pochówków na dawnym cmentarzu parafii katedralnej przy ulicy Miłej. Nekropolia początkowo miała kształt prostokątny i składała się z czterech kwater przedzielonych główną aleją biegnącą w kierunkach wschód-zachód oraz prostopadłą do niej aleją boczną. W latach 70. XIX w. cmentarz został ogrodzony, wybudowano także, od strony ulicy Bujwida, zachowaną do dzisiaj ceglaną bramę wejściową z napisem St. Laurentius. Nie zachowały się natomiast wybudowane w tym samym czasie budynki gospodarcze i pochodzący z 1912 dom mieszkalny nadzorcy. Pod koniec XIX w. cmentarz dwukrotnie powiększano, najpierw w kierunku południowym – do ulicy Sopockiej, później w kierunku północnym. W efekcie poszerzania cmentarz uzyskał zachowany do dziś kształt. Podzielony jest na dziewięć kwater o charakterze nierównych i nieregularnych czworoboków.
Po 1945 większość niemieckich nagrobków została zlikwidowana, na tych samych miejscach dokonywano pochówków powojennych mieszkańców Wrocławia. W 1962 cmentarz został zamknięty. Odbywają się tu jedynie pochówki zmarłych w grobach wcześniej wykupionych. W latach 70. XX w., w bezpośrednim sąsiedztwie cmentarza, wzniesiono nowoczesny kościół pw. św. Wawrzyńca autorstwa Zenona Prętczyńskiego. Cmentarz do dziś należy do parafii archikatedralnej św. Jana, choć jest znacznie od niej oddalony.
Na cmentarzu św. Wawrzyńca spoczywają zasłużeni dla Wrocławia ludzie – naukowcy i artyści – między innymi Ludwik Hirszfeld, Henryk Worcell, Barbara Piasecka Johnson oraz tragicznie zmarły Włodzimierz Szomański. Znajduje się tam symboliczny grób Wandy Rutkiewicz. Jest również miejscem pochówku wrocławskich biskupów pomocniczych oraz zakonnic z różnych zgromadzeń zakonnych.